# Enrico Celio

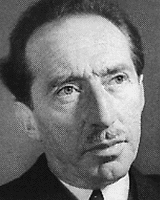
Enrico Celio

Enrico Celio (* 19. Juni 1889 in Ambrì (Gemeinde Quinto); † 23. Februar 1980 in Lugano) war ein Schweizer Politiker (CVP). Er studierte Literatur, Philosophie und Recht, beruflich war er als Journalist und Chefredaktor einer konservativen Zeitung sowie als Rechtsanwalt tätig. Ab 1913 sass er fast zwei Jahrzehnte lang im Grossen Rat des Kantons Tessin. Dreimal rückte er für kurze Zeit in den Nationalrat nach, und zwar in den Jahren 1924, 1927 und 1930. Nachdem er 1932 in den Tessiner Staatsrat gewählt worden war, führte er acht Jahre lang die Erziehungs- und Polizeidirektion. 1940 wählte ihn die Bundesversammlung in den Bundesrat, nachdem mehrere andere Kandidaten ihren Verzicht erklärt hatten. Während seiner gesamten Amtszeit in der Landesregierung stand Celio dem Post- und Eisenbahndepartement vor, 1943 und 1948 amtierte er als Bundespräsident. Er trat vor allem als Förderer der zivilen Luftfahrt in Erscheinung, die nach dem Zweiten Weltkrieg rasch an Bedeutung gewann. 1950 trat er zurück und war daraufhin bis 1955 Schweizer Gesandter in Rom.

## Biografie

### Studium, Beruf und Familie
Er war der zweite Sohn des Schulinspektors Emilio Celio und von Maria Danzi. Nach der obligatorischen Schulzeit erhielt Celio seine Gymnasialausbildung am Kollegium der Salesianer in Balerna, am Collegio Leone XII der Jesuiten in Mailand und am Kollegium der Benediktiner in Einsiedeln. Anschliessend studierte er Philosophie und Literatur an der Universität Fribourg. Dort leitete er die Lepontia, die Vereinigung der Tessiner Studenten im Schweizerischen Studentenverein. Ebenso stand er der katholischen Jugendorganisation Fascio Luigi Rossi vor. Nach Auslandssemestern in Mailand und Florenz beendete er 1915 sein Studium mit einer Arbeit über das Werk des italienischen Schriftstellers Gabriele D’Annunzio. 1916 begann Celio für die konservative Zeitung Popolo e Libertà zu arbeiten, zwei Jahre später übernahm er als Chefredaktor deren Leitung. Nach der Heirat mit Rosalie Grolimond gab er seine journalistische Karriere auf und studierte ab 1921 in Fribourg Rechtswissenschaft. Er schloss mit dem Lizenziat ab und eröffnete daraufhin eine Anwaltskanzlei in Biasca.

### Kanton- und Bundespolitik
Celios politische Karriere begann 1913, als er im Alter von 24 Jahren auf Seiten der Katholisch-Konservativen in den Grossen Rat des Kantons Tessin gewählt wurde. Er gehörte dem Kantonsparlament bis 1932 an und präsidierte dieses in seinem letzten Amtsjahr. Von Dezember 1924 bis Mai 1925, von Februar 1927 bis Mai 1928 sowie ab Juni 1930 gehörte er dem Nationalrat an. Bei den ordentlichen Wahlen hatte er den Einzug ins nationale Parlament dreimal knapp verpasst, rückte dann aber jeweils während der Legislaturperiode nach. Celio gab beide Parlamentsmandate im August 1932 auf, nachdem er zum Nachfolger des verstorbenen Giuseppe Cattori in den Tessiner Staatsrat gewählt worden war. Er übernahm daraufhin den Vorsitz der Erziehungs- und Polizeidirektion. Mit Entschlossenheit trat er den Anhängern des Irredentismus und des Faschismus entgegen. Gleichwohl sprach er sich nach dem Anschluss Österreichs gegen die Aufnahme zusätzlicher jüdischer Flüchtlinge aus, weil verhindert werden müsse, dass «diese wirtschaftlich dominierende Rasse» in der Schweiz Wurzeln schlage.
Als Aussenminister Giuseppe Motta im Januar 1940 verstarb, erwies sich die Suche nach seinen Nachfolger im Bundesrat als schwierig. Die Tessiner Katholisch-Konservativen beanspruchten den Sitz für sich, wollten aber erst zu einem späteren Zeitpunkt einen Kandidaten bestimmen. Ohne darauf zu warten, schlug die Bundeshausfraktion den Freiburger Pierre Aeby, den Walliser Maurice Troillet und den Tessiner Ruggero Dollfus vor. Während Aeby und Dollfus umgehend ihren Verzicht mitteilten, stellten die Sozialdemokraten den Tessiner Staatsrat Guglielmo Canevascini als Kandidaten auf. Die Tessiner Freisinnigen empfanden es als unhaltbar, dass zwei Minderheitsparteien den Sitz für sich beanspruchten und brachten kurzzeitig Bundesrichter Plinio Bolla ins Spiel. Nachdem auch der aussichtsreiche katholisch-konservative Nationalrat Riccardo Rossi seinen Verzicht erklärt hatte, entschied sich die Fraktion für den auf Bundesebene fast unbekannten Celio. Bei der Bundesratswahl am 22. Februar 1940 setzte sich dieser im zweiten Wahlgang mit 118 von 222 gültigen Stimmen durch; auf Canevascini entfielen 50 Stimmen, auf Troillet 41 Stimmen und auf andere Personen 13 Stimmen.

### Bundesrat

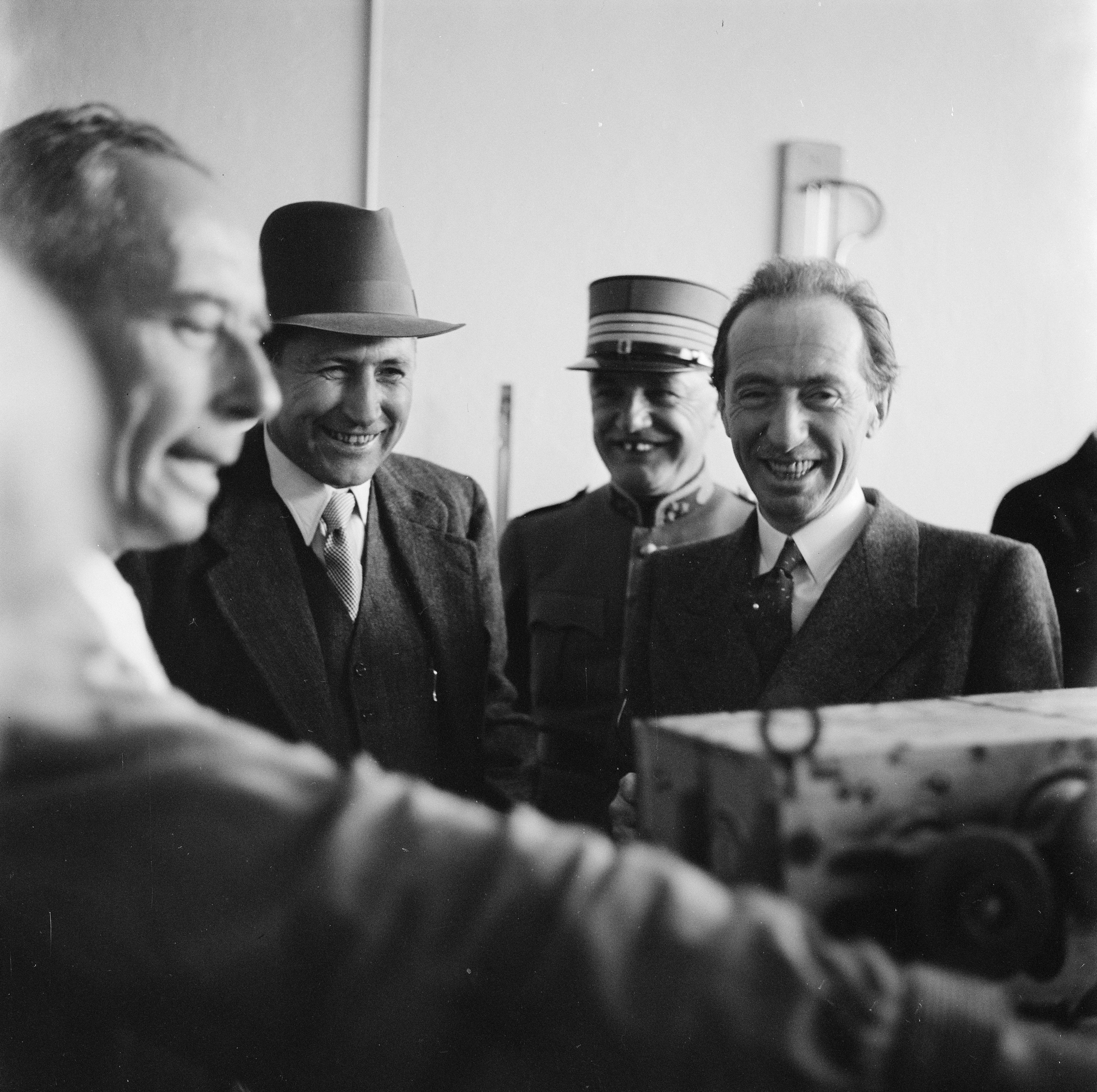
Celio (rechts) zu Besuch bei der Swissair in Dübendorf (1942)

Unmittelbar nach der Wahl übernahm Celio die Leitung des Post- und Eisenbahndepartements. Er war damit für Bereiche zuständig, die nicht unbedingt seinen Interessen entsprachen. Als Amtsneuling musste er sich jedoch mit jenem Departement zufriedengeben, das ihm seine Bundesratskollegen übrig liessen. Während der Kriegsjahre befasste er sich insbesondere mit Problemen im Transportwesen, die sich im Zusammenhang mit der Mobilmachung der Armee ergaben. In Zusammenarbeit mit der Schweizerischen Verkehrszentrale organisierte er Werbekampagnen zur Förderung des Binnentourismus, um so einerseits das Zusammengehörigkeitsgefühl der Schweizer zu stärken und andererseits zumindest einen Teil der Arbeitsplätze in touristischen Regionen zu erhalten.
1943 amtierte Celio erstmals als Bundespräsident. In diesem Jahr begann er eine Reform der Eisenbahngesetzgebung, mit der vor allem der Finanzhaushalt der Schweizerischen Bundesbahnen in Ordnung gebracht werden sollte. Das entsprechende Bundesgesetz wurde am 21. Januar 1945 in einer Volksabstimmung angenommen. Hingegen scheiterte am 10. Februar 1946 ein Verfassungsartikel zur Koordination des Güterverkehrs am Volks- und Ständemehr. 1947 scheiterte ein Gesetzesentwurf, das dem Bund mehr Kompetenzen bei der Ausnützung der Wasserkraft übertragen hätte, im Ständerat. Nach Kriegsende trat Celio als Förderer der zivilen Luftfahrt in Erscheinung und trug dazu bei, dass die Flughäfen in Basel, Genf und Zürich rasch gebaut werden konnten. Das in seinem zweiten Präsidialjahr 1948 verabschiedete Luftfahrtgesetz ermöglichte Subventionen zur Unterstützung ihrer technischen Weiterentwicklung. 1949 und 1950 konnte er Subventionen für private Eisenbahn- und Schifffahrtsunternehmen vereinbaren.

### Diplomatie
Mit fortschreitender Dauer seiner Amtszeit fühlte sich Celio zunehmend desillusioniert. Er beklagte sich, es sei für einen Bundesrat deprimierend, dauernd Ziel ungerechtfertigter Kritik zu sein. Andererseits hinterliess er häufig einen blassen und unscheinbaren Eindruck. Mit dem Tod von René de Weck, dem Schweizer Gesandten in Italien, bot sich ihm die Gelegenheit, eine neue Aufgabe anzunehmen. Am 22. Juni 1950 erklärte er seinen Rücktritt als Bundesrat und begab sich unmittelbar darauf nach Rom, um seinen diplomatischen Posten anzutreten. Diesen hatte er bis im Frühjahr 1955 inne. Celio zog sich nach Lugano zurück, wo er weitere 25 Jahre lebte.